# Musée départemental des arts et techniques
Ouvert en 1992 à Champlitte, le musée départemental des Arts et Techniques présente des collections qui succèdent chronologiquement aux collections présentées au musée d'Arts et Traditions Populaires. Toujours basé sur le mode muséographique de la reconstitution, ce musée présente une série de commerces et d'ateliers de la première moitié du XXe siècle. Il est le dernier né des trois musées départementaux de la Haute-Saône.

## Galerie de photos

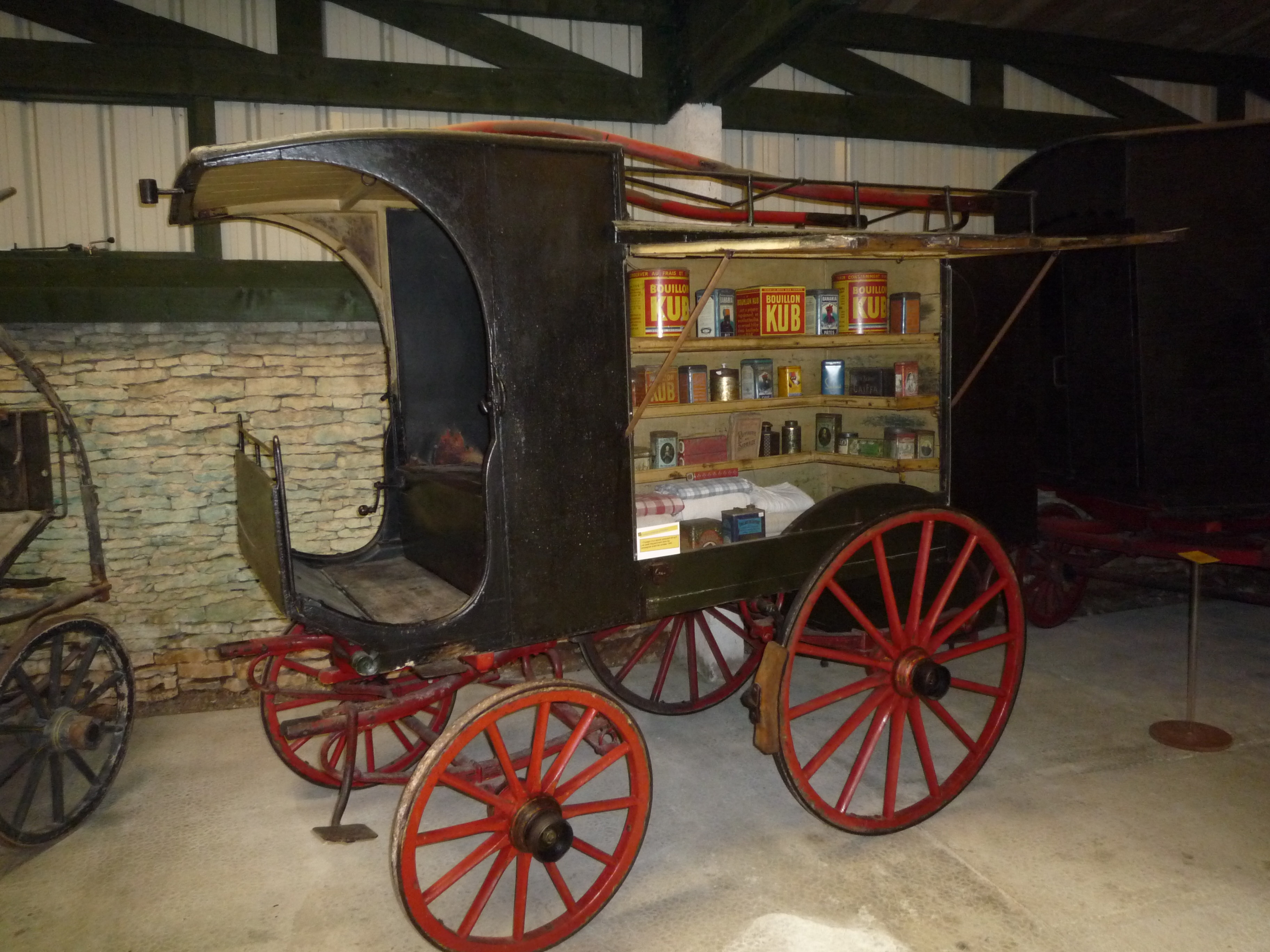
Voiture hippomobile d'épicier ambulant (début XXe siècle)
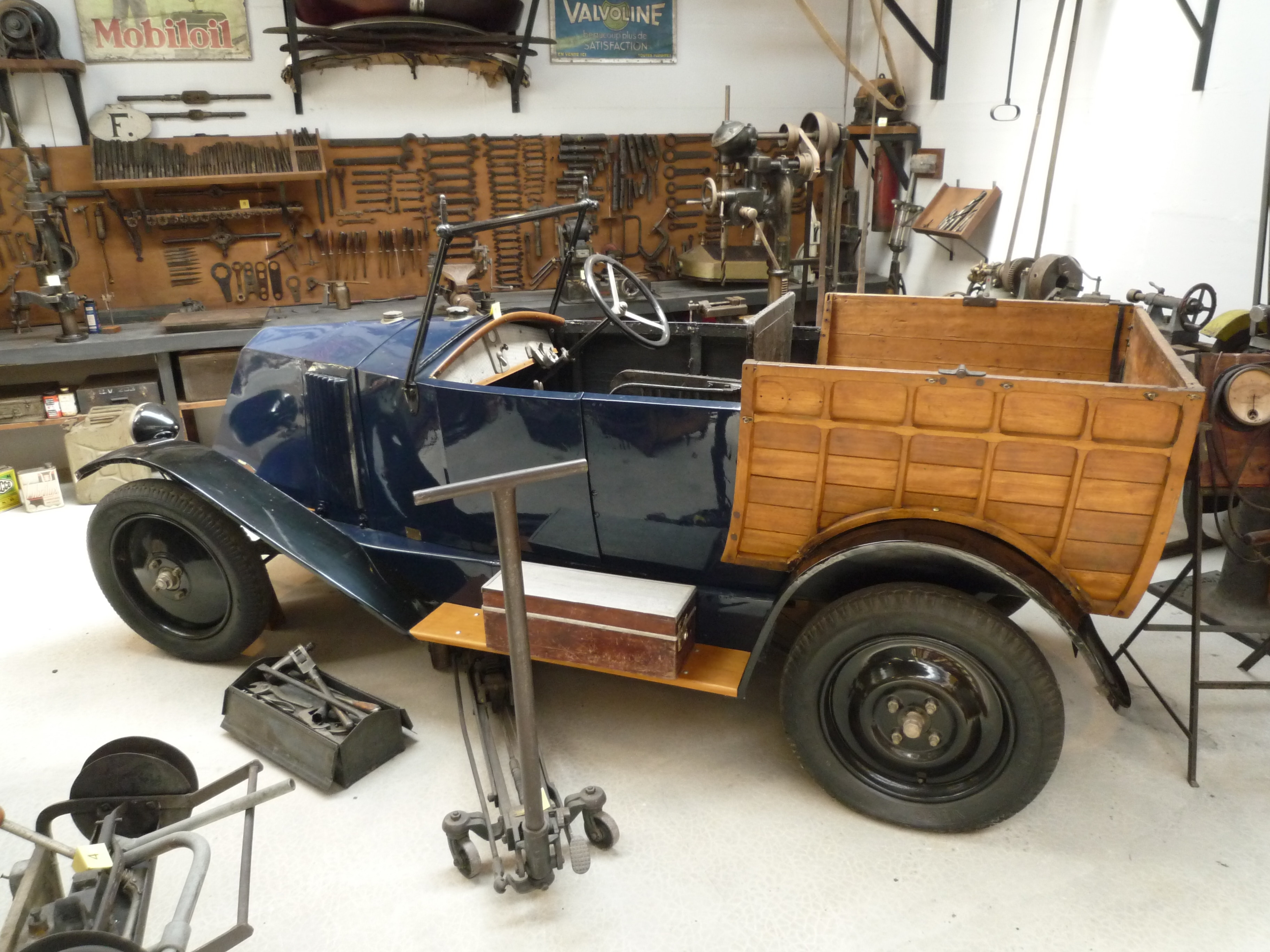
Voiture Renault Type KJ de 1923
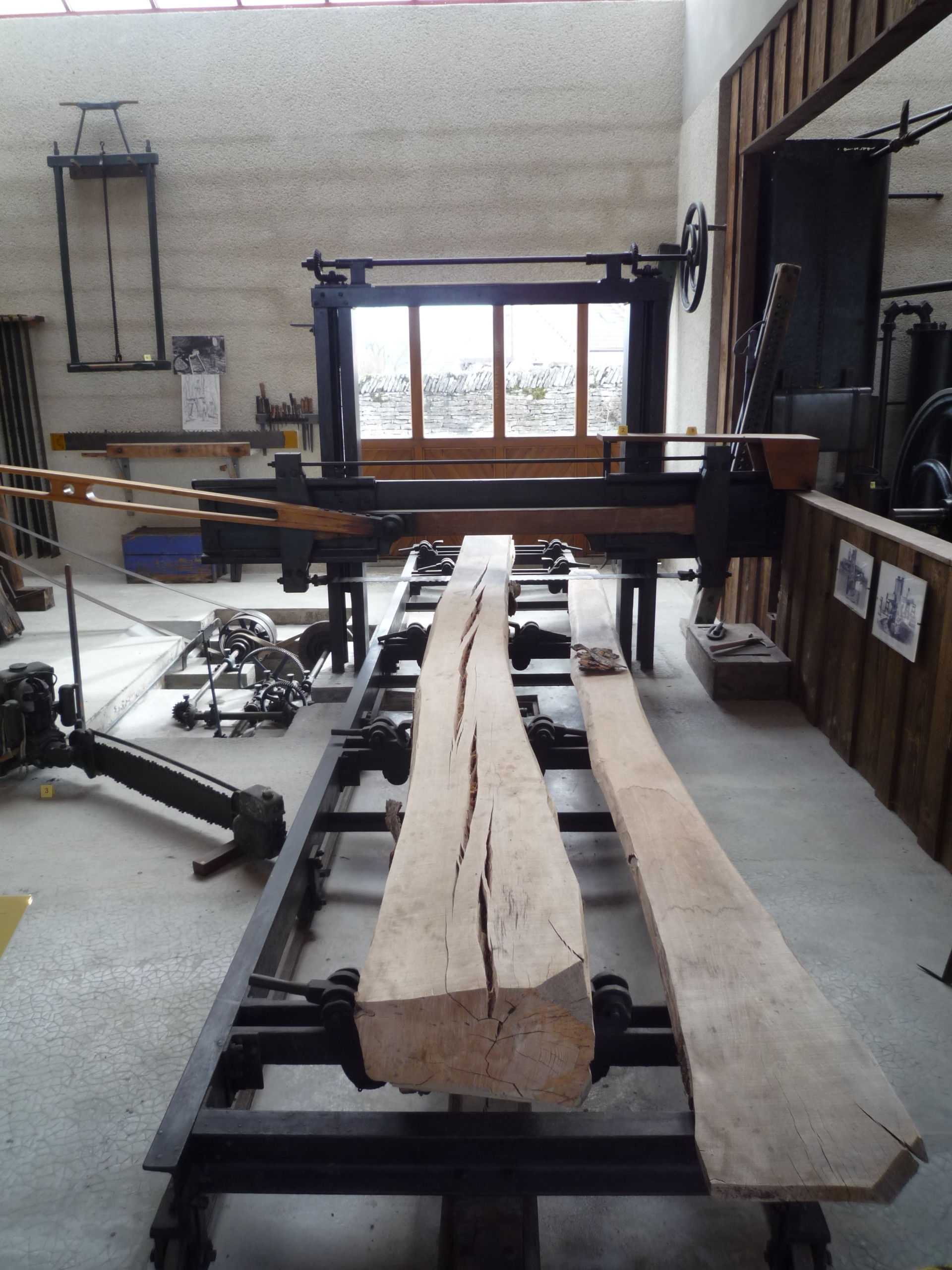
Scie provenant de l'ancienne scierie artisanale de Frânois (vers 1900)
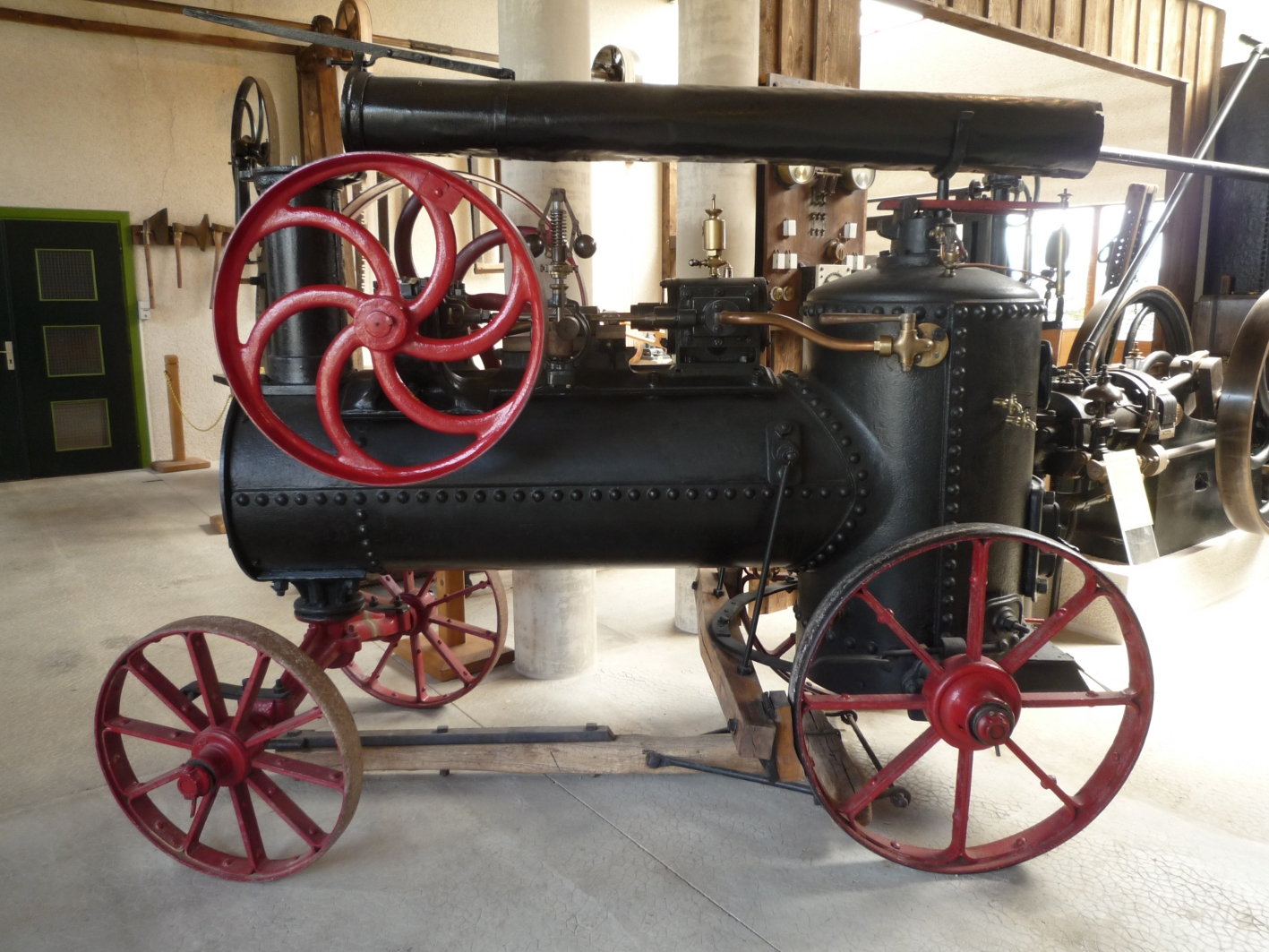
La société Millot, fondée à Gray en 1804, arrêta sa production de machines à vapeur dans les années 1890.
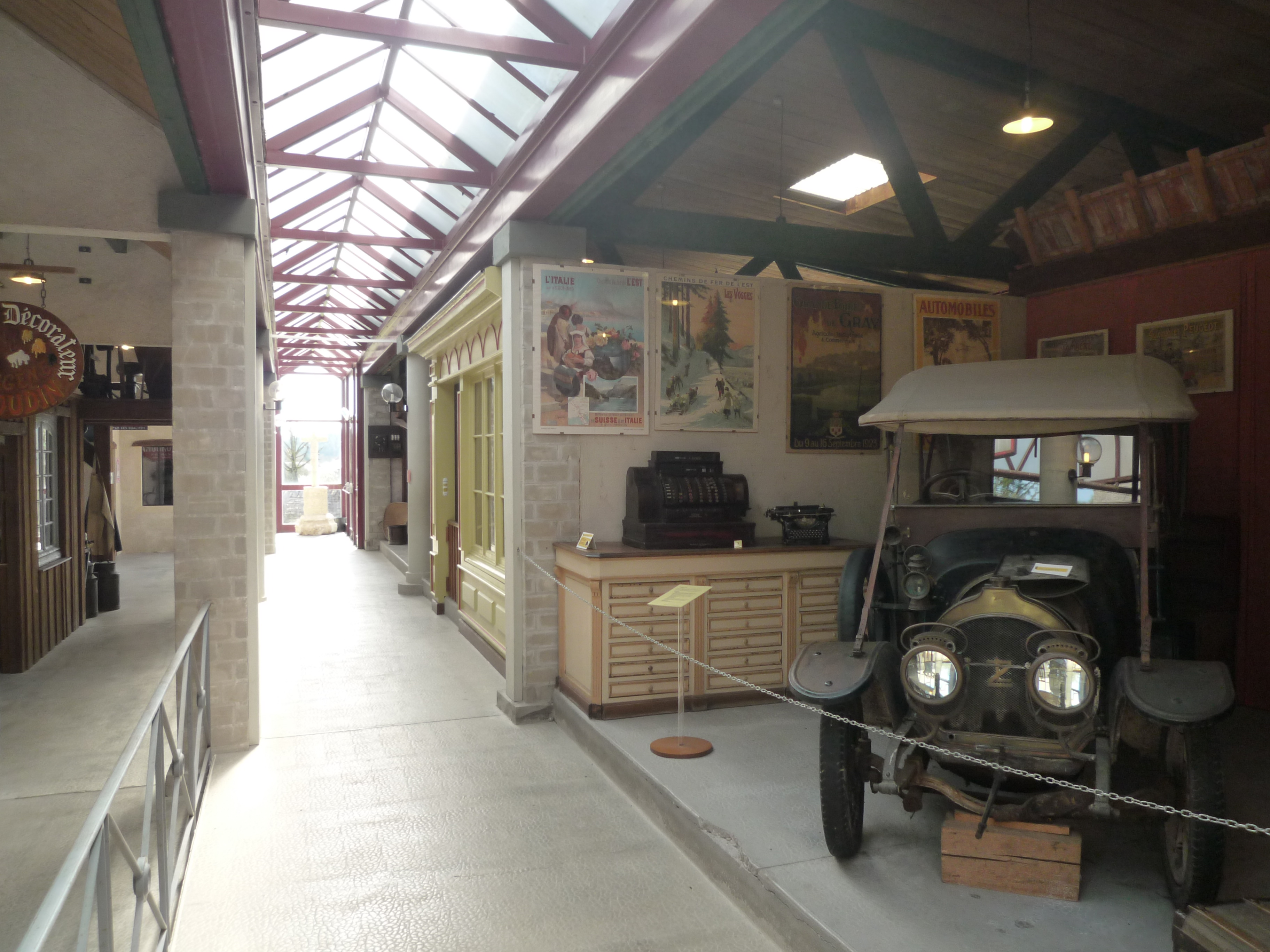
Au premier plan, une automobile de marque Zédel de 1908.
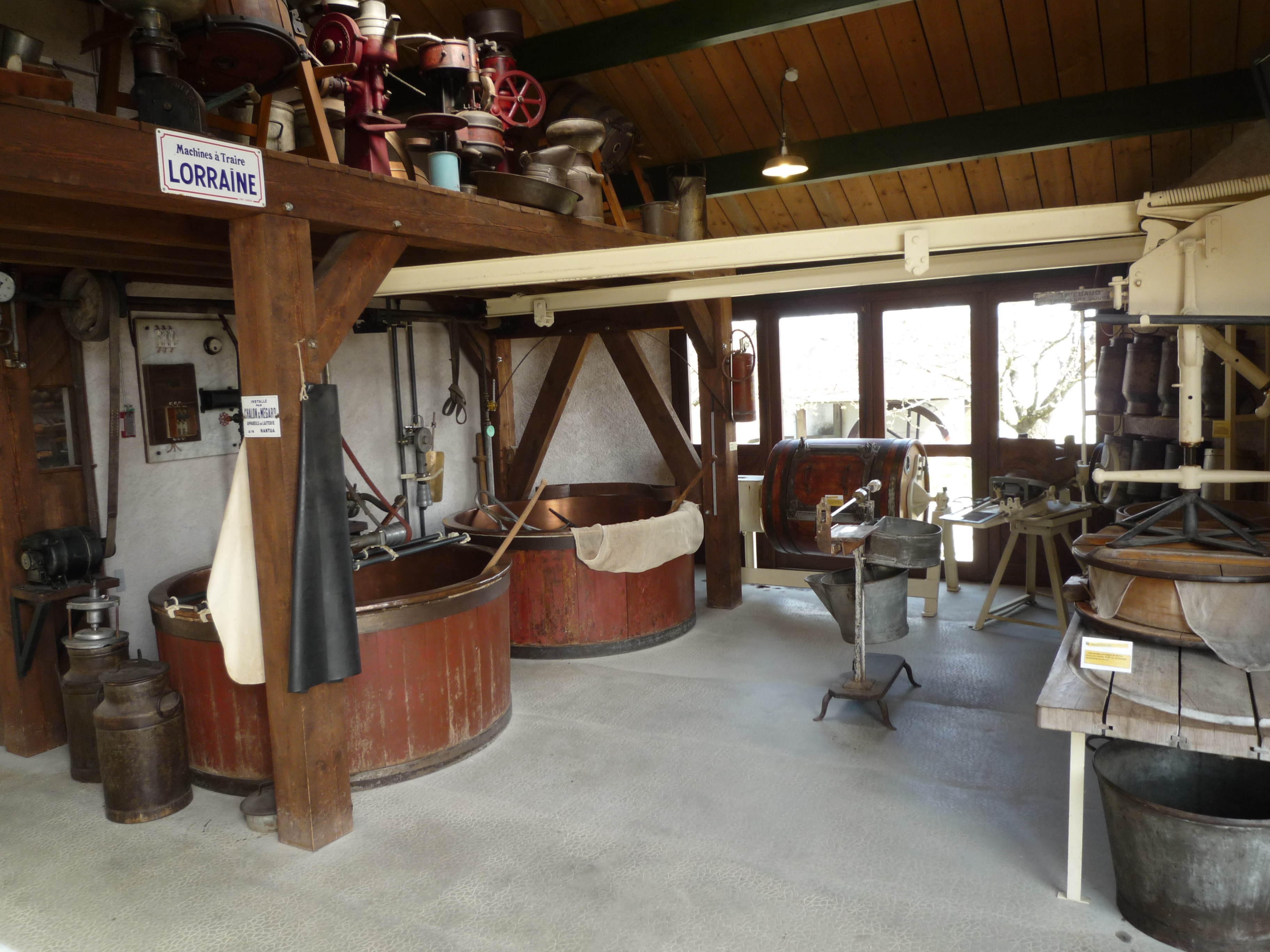
Reconstitution d'un atelier de fromager
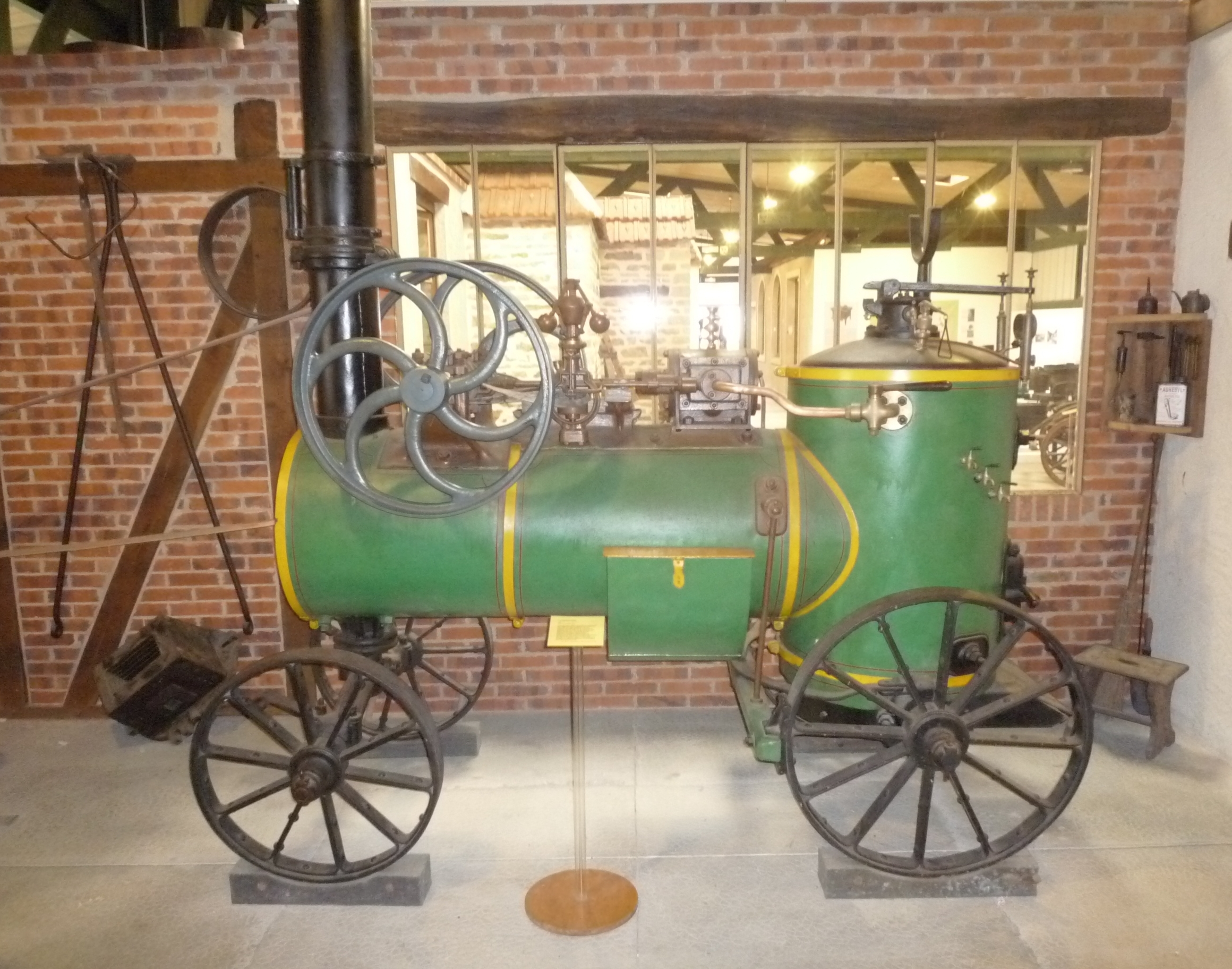
Modèle du constructeur Millot, de Gray